# Théâtre de l'Odéon (Bucarest)

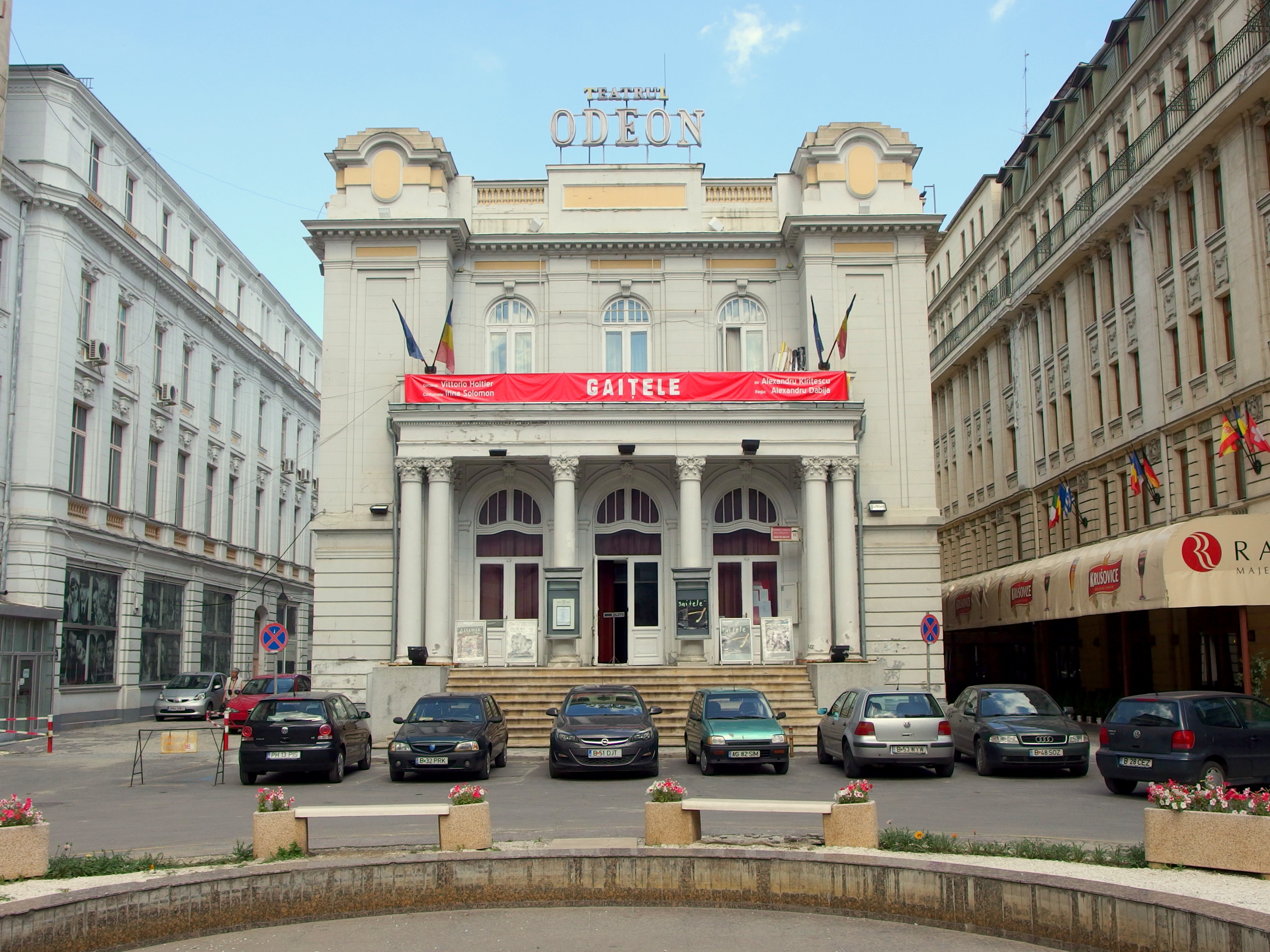
Le théâtre de l'Odéon de Bucarest en 2014

Le Théâtre de l'Odéon de Bucarest (Teatrul Odeon en roumain) est un théâtre de la capitale de la Roumanie, situé sur le Calea Victoriei.

## Histoire
C'est une des scènes les plus connues de cette ville pour le  spectacle vivant. L'institution a été créée en 1946 sous le nom de  Teatrul Muncitoresc CFR Giuleşti ; elle a déménagé à son emplacement actuel en 1974. En 1990, après la Révolution roumaine de 1989, le théâtre a changé son nom, de Giulești à Odéon.

## Bâtiment
Le bâtiment a été construit en 1911, et a abrité le Théâtre national de Bucarest. Il fait partie d'un complexe qui comprend un bâtiment avec des appartements et des magasins (au nord) et l'Hôtel Majestic (au sud).